# Γ-谷氨酰转肽酶
γ-谷氨酰转肽酶（Gamma-glutamyltransferase）又称γ-谷氨酰转移酶、GGT、γ-GT、EC 2.3.2.2，是一种轉移酶，在γ-谷氨酸官能团从谷胱甘肽等分子上转移至受体時起催化作用，受体可能是一种氨基酸、一种肽或水。γ-谷氨酰转肽酶在γ-谷氨酰循环（Gamma-glutamyl cycle）中起着关键作用。许多人體组织中都有γ-谷氨酰转肽酶，例如肝脏。